# Lista de conquistas e recordes da Billboard Hot 100
Esta é uma lista abrangente que destaca conquistas e recordes significativos com base nas paradas de singles da revista Billboard, mais notavelmente a Billboard Hot 100. Esta lista abrange o período desde a edição de 1.º de janeiro de 1955 até o presente. A Billboard Hot 100 começou com a edição datada de 4 de agosto de 1958 e atualmente é a parada de música popular padrão nos Estados Unidos.
Antes da criação do Hot 100, a Billboard publicou quatro paradas de singles: "Best Sellers in Stores", "Most Played by Jockeys", "Most Played in Jukeboxes" e "The Top 100". Essas tabelas, que variavam de 20 a 100 entradas, foram descontinuadas em momentos diferentes entre 1957 e 1958. Embora tecnicamente não façam parte do histórico da Hot 100, dados selecionados desses gráficos são incluídos para fins computacionais e para evitar descrições pouco esclarecedoras ou enganosas.
Todos os itens listados abaixo são da era Hot 100, a menos que indicado de outra forma (gráficos pré-Hot 100).

## Recordes de todos os tempos
Em 2008, para o 50.º aniversário da Hot 100, a revista Billboard compilou uma classificação das 100 canções com melhor desempenho nas paradas ao longo dos 50 anos, junto com os artistas com melhor desempenho. Em 2013, a Billboard revisou as classificações para a edição do 55.º aniversário da tabela. Em 2015, a Billboard revisou as classificações novamente. Em 2018, as classificações foram revisadas novamente para o 60.º aniversário da parada da Billboard. Abaixo, são mostradas as 10 maiores músicas e os 10 maiores artistas durante o período de 60 anos da Hot 100, até julho de 2018. Também são mostrados os artistas que colocaram o maior número de músicas na lista geral das 100 melhores músicas de "todos os tempos".

### 10 maiores canções de todos os tempos (1958–2018)
| Posição | Single                        | Ano(s) de lançamento | Artista(s)                                          | Pico e duração        |
| ------- | ----------------------------- | -------------------- | --------------------------------------------------- | --------------------- |
| 1.      | "Blinding Lights"             | 2020, 2021 (re)      | The Weeknd                                          | Num. 1 por 4 semanas  |
| 2.      | "The Twist"                   | 1960, 1961 (re)      | Chubby Checker                                      | Num. 1 por 3 semanas  |
| 3.      | "Smooth"                      | 1999                 | Santana com participação de Rob Thomas              | Num. 1 por 12 semanas |
| 4.      | "Mack the Knife"              | 1959                 | Bobby Darin                                         | Num. 1 por 9 semanas  |
| 5.      | "Uptown Funk"                 | 2015                 | Mark Ronson com participação de Bruno Mars          | Num. 1 por 14 semanas |
| 6.      | "Party Rock Anthem"           | 2011                 | LMFAO com participação de Lauren Bennett e GoonRock | Num. 1 por 6 semanas  |
| 7.      | "I Gotta Feeling"             | 2009                 | The Black Eyed Peas                                 | Num. 1 por 14 semanas |
| 8.      | "Macarena (Bayside Boys mix)" | 1996                 | Los Del Rio                                         | Num. 1 por 14 semanas |
| 9.      | "Shape of You"                | 2017                 | Ed Sheeran                                          | Num. 1 por 12 semanas |
| 10.     | "Physical"                    | 1981                 | Olivia Newton-John                                  | Num. 1 por 10 semanas |

Fonte:

### 10 maiores artistas de todos os tempos (1958–2021)
| Pos. | Artista         |
| ---- | --------------- |
| 1.   | The Beatles     |
| 2.   | Madonna         |
| 3.   | Elton John      |
| 4.   | Elvis Presley   |
| 5.   | Mariah Carey    |
| 6.   | Stevie Wonder   |
| 7.   | Janet Jackson   |
| 8.   | Michael Jackson |
| 9.   | Whitney Houston |
| 10.  | Rihanna         |

Fonte:

### Artistas com as 100 melhores músicas de todos os tempos (1958–2018)
| Número de canções | Artista             | Canções (posição)                                                          |
| ----------------- | ------------------- | -------------------------------------------------------------------------- |
| 3                 | Lionel Richie       | "Endless Love" (18), "Say You, Say Me" (94), "All Night Long" (96)         |
| 3                 | Boyz II Men         | "I'll Make Love to You" (22), "One Sweet Day" (38), "End of the Road" (55) |
| 3                 | Bee Gees            | "How Deep Is Your Love" (25), "Night Fever" (42), "Stayin' Alive" (59)     |
| 3                 | Paul McCartney      | "Silly Love Songs" (40), "Say Say Say" (44), "Ebony and Ivory" (76)        |
| 2                 | Bruno Mars          | "Uptown Funk" (4), "Just the Way You Are" (82)                             |
| 2                 | The Black Eyed Peas | "I Gotta Feeling" (7), "Boom Boom Pow" (56)                                |
| 2                 | Ed Sheeran          | "Shape of You" (9), "Perfect" (91)                                         |
| 2                 | The Beatles         | "Hey Jude" (12), "I Want to Hold Your Hand" (48)                           |
| 2                 | Mariah Carey        | "We Belong Together" (14), "One Sweet Day" (38)                            |
| 2                 | Diana Ross          | "Endless Love" (18), "Upside Down" (80)                                    |
| 2                 | Andy Gibb           | "I Just Want to Be Your Everything" (29), "Shadow Dancing" (49)            |
| 2                 | Marvin Gaye         | "Let's Get It On" (41), "I Heard It Through the Grapevine" (84)            |
| 2                 | Michael Jackson     | "Say Say Say" (44), "Billie Jean" (86)                                     |
| 2                 | Pharrell Williams   | "Blurred Lines" (51), "Happy" (79)                                         |
| 2                 | Elton John          | "Candle in the Wind 1997" (52), "That's What Friends Are For" (78)         |
| 2                 | Stevie Wonder       | "Ebony and Ivory" (76), "That's What Friends Are For" (78)                 |

Fonte:

## Recordes de canções

### Mais semanas no número um
| Número de semanas | Artista(s)                                                                | Canção                                                                 | Ano(s)    | Ref.   |
| ----------------- | ------------------------------------------------------------------------- | ---------------------------------------------------------------------- | --------- | ------ |
| 19                | Lil Nas X (1 semana solo, 18 semanas com participação de Billy Ray Cyrus) | "Old Town Road"                                                        | 2019      | [ 8 ]  |
| 19                | Shaboozey                                                                 | "A Bar Song (Tipsy)"                                                   | 2024      | [ 9 ]  |
| 18                | Mariah Carey                                                              | "All I Want For Christmas Is You"                                      | 1994-2023 |        |
| 16                | Mariah Carey e Boyz II Men                                                | "One Sweet Day"                                                        | 1995–96   |        |
| 16                | Luis Fonsi e Daddy Yankee com participação de Justin Bieber               | "Despacito"                                                            | 2017      |        |
| 16                | Morgan Wallen                                                             | "Last Night"                                                           | 2023      | [ 10 ] |
| 15                | Harry Styles                                                              | "As It Was"                                                            | 2022      | [ 11 ] |
| 14                | Whitney Houston                                                           | "I Will Always Love You"                                               | 1992–93   |        |
| 14                | Boyz II Men                                                               | "I'll Make Love to You"                                                | 1994      |        |
| 14                | Los del Río                                                               | "Macarena" (Bayside Boys mix)                                          | 1996      |        |
| 14                | Elton John                                                                | "Candle in the Wind 1997" / "Something About the Way You Look Tonight" | 1997      |        |
| 14                | Mariah Carey                                                              | "We Belong Together"                                                   | 2005      |        |
| 14                | The Black Eyed Peas                                                       | "I Gotta Feeling"                                                      | 2009      |        |
| 14                | Mark Ronson com participação de Bruno Mars                                | "Uptown Funk"                                                          | 2015      |        |
| 13                | Boyz II Men                                                               | "End of the Road"                                                      | 1992      |        |
| 13                | Brandy e Monica                                                           | "The Boy Is Mine"                                                      | 1998      |        |
| 13                | Santana com participação de Rob Thomas                                    | "Smooth"                                                               | 1999–2000 |        |
| 13                | The Black Eyed Peas                                                       | "Boom Boom Pow"                                                        | 2009      |        |
| 13                | Robin Thicke com participação de T.I. e Pharrell                          | "Blurred Lines"                                                        | 2013      |        |
| 13                | Wiz Khalifa com participação de Charlie Puth                              | "See You Again"                                                        | 2015      |        |
| 13                | The Chainsmokers com participação de Halsey                               | "Closer"                                                               | 2016      |        |
| 13                | Ed Sheeran                                                                | "Shape of You"                                                         | 2017      |        |
| 13                | All-4-One                                                                 | "I Swear"                                                              | 1994      |        |
| 12                | Eminem                                                                    | "Lose Yourself"                                                        | 2002–03   |        |
| 12                | Usher com participação de Lil Jon e Ludacris                              | "Yeah!"                                                                | 2004      |        |
| 11                | Toni Braxton                                                              | "Un-Break My Heart"                                                    | 1996–97   |        |
| 11                | Puff Daddy e Faith Evans com participação de 112                          | "I'll Be Missing You"                                                  | 1997      |        |
| 11                | Destiny's Child                                                           | "Independent Women Part I"                                             | 2000–01   |        |
| 11                | Drake                                                                     | "God's Plan"                                                           | 2018      |        |
| 11                | Roddy Ricch                                                               | "The Box"                                                              | 2020      |        |
| 10                | Debby Boone                                                               | "You Light Up My Life"                                                 | 1977      |        |
| 10                | Olivia Newton-John                                                        | "Physical"                                                             | 1981–82   | [ 12 ] |
| 10                | Santana com participação de The Product G&B                               | "Maria Maria"                                                          | 2000      |        |
| 10                | Ashanti                                                                   | "Foolish"                                                              | 2002      |        |
| 10                | Nelly com participação de Kelly Rowland                                   | "Dilemma"                                                              | 2002      |        |
| 10                | Kanye West com participação de Jamie Foxx                                 | "Gold Digger"                                                          | 2005      |        |
| 10                | Beyoncé                                                                   | "Irreplaceable"                                                        | 2006–07   |        |
| 10                | Flo Rida com participação de T-Pain                                       | "Low"                                                                  | 2008      |        |
| 10                | Rihanna com participação de Calvin Harris                                 | "We Found Love"                                                        | 2011–12   |        |
| 10                | Pharrell Williams                                                         | "Happy"                                                                | 2014      |        |
| 10                | Adele                                                                     | "Hello"                                                                | 2015–16   |        |
| 10                | Drake com participação de Wizkid e Kyla                                   | "One Dance"                                                            | 2016      |        |
| 10                | Drake                                                                     | "In My Feelings"                                                       | 2018      |        |
| 10                | BTS                                                                       | "Butter"                                                               | 2021      |        |
| 10                | Adele                                                                     | "Easy On Me"                                                           | 2021-22   |        |
| 9                 | The Beatles                                                               | "Hey Jude"                                                             | 1968      |        |

Notas Pré-Hot 100:
- Em 1956, "Hound Dog" / "Don't Be Cruel" de Elvis Presley ficou em primeiro lugar nas paradas "Best Sellers in Stores" e "Most Played in Jukeboxes" por 11 semanas.
- Em 1955, "Sincerely" das The McGuire Sisters foi o número 1 na parada de "Most Played by Jockeys" por 10 semanas.
- Em 1955, "Cherry Pink and Apple Blossom White" de Pérez Prado ocupou o primeiro lugar na parada de "Best Sellers in Stores" por 10 semanas.

Fonte:

### Mais semanas no número dois (sem atingir o número um)
| Número de semanas | Artista(s)                                       | Canção                         | Ano(s)    | Mantido fora da posição número um por                                                   |
| ----------------- | ------------------------------------------------ | ------------------------------ | --------- | --------------------------------------------------------------------------------------- |
| 10                | Foreigner                                        | "Waiting for a Girl Like You"  | 1981–82   | "Physical" (Olivia Newton-John), "I Can't Go for That (No Can Do)" (Hall & Oates)       |
| 10                | Missy Elliott                                    | "Work It"                      | 2002–03   | "Lose Yourself" (Eminem)                                                                |
| 9                 | Donna Lewis                                      | "I Love You Always Forever"    | 1996      | "Macarena (Bayside Boys Mix)" (Los del Río)                                             |
| 9                 | Shania Twain                                     | "You're Still the One"         | 1998      | "Too Close" (Next), "The Boy Is Mine" (Brandy e Monica)                                 |
| 8                 | Shai                                             | "If I Ever Fall in Love"       | 1992–93   | "How Do You Talk to an Angel" (The Heights), "I Will Always Love You" (Whitney Houston) |
| 8                 | Deborah Cox                                      | "Nobody's Supposed to Be Here" | 1998–99   | "I'm Your Angel" (R. Kelly e Celine Dion), "Have You Ever?" (Brandy)                    |
| 8                 | Brian McKnight                                   | "Back at One"                  | 1999–2000 | "Smooth" (Santana com participação de Rob Thomas)                                       |
| 8                 | Mario Winans com participação de Enya e P. Diddy | "I Don't Wanna Know"           | 2004      | "Yeah!" (Usher com participação de Lil Jon e Ludacris), "Burn" (Usher)                  |
| 8                 | Ed Sheeran                                       | "Thinking Out Loud"            | 2015      | "Uptown Funk" (Mark Ronson com participação de Bruno Mars)                              |
| 8                 | Future com participação de Drake                 | "Life Is Good"                 | 2020      | "The Box" (Roddy Ricch)                                                                 |

Nota: Cinco músicas conseguiram ficar em segundo lugar por mais de 10 semanas cada, mas atingiram o primeiro lugar, tornando-as inelegíveis para serem listadas acima:
- "Stay"" de The Kid Laroi e Justin Bieber (2021–22) passou 14 semanas no segundo lugar.
- "Exhale (Shoop Shoop)" da Whitney Houston (1995–96), "Good 4 U"  da Olivia Rodrigo (2021), "Kill Bill" da SZA (2023), e "Rockin' Around the Christmas Tree" de Brenda Lee (2023), passaram 11 semanas no segundo lugar.

### Mais semanas entre as cinco primeiras
| Número de semanas | Artista(s)                                                                | Canção                          | Ano(s)      | Ref.   |
| ----------------- | ------------------------------------------------------------------------- | ------------------------------- | ----------- | ------ |
| 43                | The Weeknd                                                                | "Blinding Lights"               | 2020–21     | [ 23 ] |
| 27                | Ed Sheeran                                                                | "Shape of You"                  | 2017        | [ 24 ] |
| 27                | The Chainsmokers com participação de Halsey                               | "Closer"                        | 2016–17     | [ 24 ] |
| 26                | Post Malone                                                               | "Circles"                       | 2019–20     | [ 24 ] |
| 26                | Mariah Carey                                                              | All I Want For Christmas Is You | 2019-23     |        |
| 25                | Mark Ronson com participação de Bruno Mars                                | "Uptown Funk"                   | 2014–15     | [ 24 ] |
| 25                | LeAnn Rimes                                                               | "How Do I Live"                 | 1997–98     | [ 24 ] |
| 24                | Maroon 5 com participação de Cardi B                                      | "Girls Like You"                | 2018        | [ 24 ] |
| 24                | Bruno Mars                                                                | "That's What I Like"            | 2017        | [ 24 ] |
| 23                | Lil Nas X (1 semana solo, 22 semanas com participação de Billy Ray Cyrus) | "Old Town Road"                 | 2019        | [ 24 ] |
| 23                | Halsey                                                                    | "Without Me"                    | 2018–19     | [ 24 ] |
| 23                | Luis Fonsi e Daddy Yankee com participação de Justin Bieber               | "Despacito"                     | 2017        | [ 24 ] |
| 23                | Chubby Checker                                                            | "The Twist"                     | 1960, 61–62 | [ 24 ] |

Nota: O total de semanas exibido nesta seção é o total de semanas em que a música esteve entre as 5 primeiras posições da parada, em vez do total de semanas passadas na parte superior entre as 10 mais da tabela ou o total de semanas passadas na tabela.

### Mais semanas entre as dez primeiras
| Número de semanas | Artista(s)                                  | Canção                          | Ano(s)  | Ref.                |
| ----------------- | ------------------------------------------- | ------------------------------- | ------- | ------------------- |
| 57                | The Weeknd                                  | "Blinding Lights"               | 2020–21 | [ 25 ]              |
| 39                | Post Malone                                 | "Circles"                       | 2019–20 | [ 26 ]              |
| 33                | Ed Sheeran                                  | "Shape of You"                  | 2017    | [ 27 ]              |
| 33                | Maroon 5 com participação de Cardi B        | "Girls Like You"                | 2018–19 | [ 27 ]              |
| 33                | Post Malone e Swae Lee                      | "Sunflower"                     | 2018–19 | [ 27 ]              |
| 32                | LeAnn Rimes                                 | "How Do I Live"                 | 1997–98 | [ 27 ]              |
| 32                | The Chainsmokers com participação de Halsey | "Closer"                        | 2016–17 | [ 27 ]              |
| 32                | Travis Scott                                | "Sicko Mode"                    | 2018–19 | [ 27 ]              |
| 31                | Mark Ronson com participação de Bruno Mars  | "Uptown Funk"                   | 2014–15 | [ 27 ]              |
| 31                | Mariah Carey                                | All I Want For Christmas Is You | 2017-23 |                     |
| 31                | 24kGoldn com participação de Iann Dior      | "Mood"                          | 2020–21 | [carece de fontes?] |

O total de semanas exibido nesta seção é o total de semanas em que a música foi incluída entre as 10 primeiras colocações da parada, em vez do total de semanas presente na tabela.

### Mais semanas totais na Hot 100
| Número de semanas | Artista(s)                                          | Canção                                    | Ano(s) |
| ----------------- | --------------------------------------------------- | ----------------------------------------- | ------ |
| 90                | The Weeknd                                          | "Blinding Lights"                         | 2020   |
| 87                | Imagine Dragons                                     | "Radioactive"                             | 2014   |
| 79                | Awolnation                                          | "Sail"                                    | 2014   |
| 76                | Jason Mraz                                          | "I'm Yours"                               | 2009   |
| 69                | LeAnn Rimes                                         | "How Do I Live"                           | 1998   |
| 68                | LMFAO com participação de Lauren Bennett e GoonRock | "Party Rock Anthem"                       | 2012   |
| 68                | OneRepublic                                         | "Counting Stars"                          | 2014   |
| 65                | Jewel                                               | "Foolish Games" / "You Were Meant for Me" | 1998   |
| 65                | Adele                                               | "Rolling in the Deep"                     | 2012   |
| 64                | Carrie Underwood                                    | "Before He Cheats"                        | 2007   |

Nota: O ano exibido é o ano em que as músicas terminaram suas respectivas trajetórias na tabela.
Fonte:

### Estreias no número um
| Ano  | Data de publicação | Canção                                                                 | Artista(s)                                                                        |
| ---- | ------------------ | ---------------------------------------------------------------------- | --------------------------------------------------------------------------------- |
| 1995 | 2 de setembro      | "You Are Not Alone"                                                    | Michael Jackson                                                                   |
| 1995 | 30 de setembro     | "Fantasy"                                                              | Mariah Carey                                                                      |
| 1995 | 25 de novembro     | "Exhale (Shoop Shoop)"                                                 | Whitney Houston                                                                   |
| 1995 | 2 de dezembro      | "One Sweet Day"                                                        | Mariah Carey e Boyz II Men                                                        |
| 1997 | 14 de junho        | "I'll Be Missing You"                                                  | Puff Daddy e Faith Evans com participação de 112                                  |
| 1997 | 13 de setembro     | "Honey"                                                                | Mariah Carey                                                                      |
| 1997 | 11 de outubro      | "Candle in the Wind 1997" / "Something About the Way You Look Tonight" | Elton John                                                                        |
| 1998 | 28 de fevereiro    | "My Heart Will Go On"                                                  | Celine Dion                                                                       |
| 1998 | 5 de setembro      | "I Don't Want to Miss a Thing"                                         | Aerosmith                                                                         |
| 1998 | 14 de novembro     | "Doo Wop (That Thing)"                                                 | Lauryn Hill                                                                       |
| 2003 | 28 de junho        | "This Is the Night"                                                    | Clay Aiken                                                                        |
| 2004 | 10 de julho        | "I Believe"                                                            | Fantasia                                                                          |
| 2005 | 2 de julho         | "Inside Your Heaven"                                                   | Carrie Underwood                                                                  |
| 2006 | 1.º de julho       | "Do I Make You Proud"                                                  | Taylor Hicks                                                                      |
| 2009 | 24 de outubro      | "3"                                                                    | Britney Spears                                                                    |
| 2010 | 22 de maio         | "Not Afraid"                                                           | Eminem                                                                            |
| 2010 | 13 de novembro     | "We R Who We R"                                                        | Kesha                                                                             |
| 2011 | 29 de janeiro      | "Hold It Against Me"                                                   | Britney Spears                                                                    |
| 2011 | 26 de fevereiro    | "Born This Way"                                                        | Lady Gaga                                                                         |
| 2012 | 3 de março         | "Part of Me"                                                           | Katy Perry                                                                        |
| 2013 | 2 de março         | "Harlem Shake"                                                         | Baauer                                                                            |
| 2014 | 6 de setembro      | "Shake It Off"                                                         | Taylor Swift                                                                      |
| 2015 | 19 de setembro     | "What Do You Mean?"                                                    | Justin Bieber                                                                     |
| 2015 | 14 de novembro     | "Hello"                                                                | Adele                                                                             |
| 2016 | 20 de fevereiro    | "Pillowtalk"                                                           | Zayn                                                                              |
| 2016 | 28 de maio         | "Can't Stop the Feeling!"                                              | Justin Timberlake                                                                 |
| 2017 | 28 de janeiro      | "Shape of You"                                                         | Ed Sheeran                                                                        |
| 2017 | 20 de maio         | "I'm the One"                                                          | DJ Khaled com participação de Justin Bieber, Quavo, Chance the Rapper e Lil Wayne |
| 2018 | 3 de fevereiro     | "God's Plan"                                                           | Drake                                                                             |
| 2018 | 21 de abril        | "Nice for What"                                                        | Drake                                                                             |
| 2018 | 19 de maio         | "This Is America"                                                      | Childish Gambino                                                                  |
| 2018 | 17 de novembro     | "Thank U, Next"                                                        | Ariana Grande                                                                     |
| 2019 | 2 de fevereiro     | "7 Rings"                                                              | Ariana Grande                                                                     |
| 2019 | 16 de março        | "Sucker"                                                               | Jonas Brothers                                                                    |
| 2019 | 19 de outubro      | "Highest in the Room"                                                  | Travis Scott                                                                      |
| 2020 | 18 de abril        | "Toosie Slide"                                                         | Drake                                                                             |
| 2020 | 9 de maio          | "The Scotts"                                                           | The Scotts, Travis Scott e Kid Cudi                                               |
| 2020 | 23 de maio         | "Stuck with U"                                                         | Ariana Grande e Justin Bieber                                                     |
| 2020 | 6 de junho         | "Rain on Me"                                                           | Lady Gaga e Ariana Grande                                                         |
| 2020 | 27 de junho        | "Trollz"                                                               | 6ix9ine e Nicki Minaj                                                             |
| 2020 | 8 de agosto        | "Cardigan"                                                             | Taylor Swift                                                                      |
| 2020 | 22 de agosto       | "WAP"                                                                  | Cardi B com participação de Megan Thee Stallion                                   |
| 2020 | 5 de setembro      | "Dynamite"                                                             | BTS                                                                               |
| 2020 | 10 de outubro      | "Franchise"                                                            | Travis Scott com participação de Young Thug e M.I.A.                              |
| 2020 | 7 de novembro      | "Positions"                                                            | Ariana Grande                                                                     |
| 2020 | 5 de dezembro      | "Life Goes On"                                                         | BTS                                                                               |
| 2020 | 26 de dezembro     | "Willow"                                                               | Taylor Swift                                                                      |
| 2021 | 23 de janeiro      | "Drivers License"                                                      | Olivia Rodrigo                                                                    |
| 2021 | 20 de março        | "What's Next"                                                          | Drake                                                                             |
| 2021 | 3 de abril         | "Peaches"                                                              | Justin Bieber com participação de Daniel Caesar e Giveon                          |
| 2021 | 10 de abril        | "Montero (Call Me by Your Name)"                                       | Lil Nas X                                                                         |
| 2021 | 24 de abril        | "Rapstar"                                                              | Polo G                                                                            |

- Mariah Carey foi a primeira artista da história a debutar uma música em #1 na Billboard Hot 100, com a canção "Honey".
- Desde 2009, pelo menos uma música estreou no número um por ano. 2020 detém o recorde de mais estreias como número um em um ano civil, com doze.
- Apenas 9 artistas na história têm mais de uma música que estreou em primeiro lugar. Ariana Grande lidera com cinco músicas, seguida por Drake e Justin Bieber com quatro. Mariah Carey, Travis Scott e Taylor Swift estrearam com três músicas cada, enquanto Britney Spears, Lady Gaga e BTS estrearam com duas cada.

Fonte:

### Maiores saltos para o número um
| Movimento na tabela | Artista(s)                        | Canção                                    | Data                    | Ref.   |
| ------------------- | --------------------------------- | ----------------------------------------- | ----------------------- | ------ |
| 97–1                | Kelly Clarkson                    | "My Life Would Suck Without You"          | 7 de fevereiro de 2009  | [ 32 ] |
| 96–1                | Britney Spears                    | "Womanizer"                               | 25 de outubro de 2008   | [ 33 ] |
| 80–1                | T.I. com participação de Rihanna  | "Live Your Life"                          | 18 de outubro de 2008   | [ 34 ] |
| 78–1                | Eminem, Dr. Dre e 50 Cent         | "Crack a Bottle"                          | 21 de fevereiro de 2009 | [ 35 ] |
| 77–1                | Taylor Swift                      | "Look What You Made Me Do"                | 26 de setembro de 2017  | [ 36 ] |
| 72–1                | Taylor Swift                      | "We Are Never Ever Getting Back Together" | 1.º de setembro de 2012 | [ 37 ] |
| 71–1                | T.I.                              | "Whatever You Like"                       | 6 de setembro de 2008   | [ 38 ] |
| 68-1                | Adele                             | "Easy On Me"                              | 30 de outubro de 2021   |        |
| 64–1                | Maroon 5                          | "Makes Me Wonder"                         | 12 de maio de 2007      | [ 39 ] |
| 60–1                | Rihanna com participação de Drake | "What's My Name?"                         | 20 de novembro de 2010  | [ 40 ] |
| 58–1                | Flo Rida                          | "Right Round"                             | 28 de fevereiro de 2009 | [ 41 ] |

Mudanças quanto a elegibilidade de um single iniciando pela primeira vez, bem como totais de download digital mais precisos, tornaram os saltos abruptos mais comuns na tabela. De 1955 a 2001, segundo as metodologias anteriores da Billboard, apenas dois singles ascenderam diretamente ao número um de uma posição anterior abaixo das 20 primeiras colocações: "Can't Buy Me Love" dos Beatles, que saltou do 27.º lugar para o primeiro lugar em abril de 1964, e "The Boy Is Mine", de Brandy e Monica, que saltou do 23.º para o primeiro lugar em junho de 1998.

### Maiores movimentos ascendentes em uma única semana
| Num. de posições | Movimento na tabela | Artista(s)                                                           | Canções                          | Data                   | Ref.   |
| ---------------- | ------------------- | -------------------------------------------------------------------- | -------------------------------- | ---------------------- | ------ |
| 98               | 100–2               | Taylor Swift com participação de Brendon Urie                        | "Me!"                            | 11 de maio de 2019     | [ 42 ] |
| 96               | 97–1                | Kelly Clarkson                                                       | "My Life Would Suck Without You" | 7 de fevereiro de 2009 | [ 43 ] |
| 95               | 96–1                | Britney Spears                                                       | "Womanizer"                      | 25 de outubro de 2008  | [ 44 ] |
| 92               | 94–2                | Billie Eilish                                                        | "Therefore I Am"                 | 28 de novembro de 2020 | [ 45 ] |
| 91               | 94–3                | Beyoncé e Shakira                                                    | "Beautiful Liar"                 | 7 de abril de 2007     | [ 46 ] |
| 90               | 94–4                | Maroon 5 com participação de Cardi B                                 | "Girls Like You"                 | 16 de junho de 2018    | [ 47 ] |
| 88               | 95–7                | Akon com participação de Eminem                                      | "Smack That"                     | 14 de outubro de 2006  | [ 48 ] |
| 88               | 97–9                | Drake com participação de Nicki Minaj                                | "Make Me Proud"                  | 5 de novembro de 2011  | [ 49 ] |
| 85               | 96–11               | Carrie Underwood                                                     | "Cowboy Casanova"                | 10 de outubro de 2009  | [ 50 ] |
| 85               | 100–15              | A. R. Rahman e Pussycat Dolls com participação de Nicole Scherzinger | "Jai Ho! (You Are My Destiny)"   | 14 de março de 2009    | [ 51 ] |

De acordo com as metodologias anteriores da Billboard, saltos dessa magnitude eram raros. Uma exceção foi "Harper Valley PTA" de Jeannie C. Riley, que avançou 74 posições em agosto de 1968; esta aceleração ascendente foi incomparável por 30 anos, mas foi superada mais de uma dúzia de vezes desde 2006. Mudanças na elegibilidade de entrada de um single, bem como totais de download digital mais precisos, tornaram os saltos abruptos nas tabelas mais comuns.

### Maior período até o número um
| Semana | Artista(s)                                    | Canção                             | Data de estreia        | Data atingindo o num. 1 | Ref.                 |
| ------ | --------------------------------------------- | ---------------------------------- | ---------------------- | ----------------------- | -------------------- |
| 35     | Mariah Carey                                  | "All I Want for Christmas Is You"† | 8 de janeiro de 2000   | 21 de dezembro de 2019  | [ 53 ] [ 54 ]        |
| 33     | Los del Río                                   | "Macarena (Bayside Boys Mix)"†     | 2 de setembro de 1995  | 3 de agosto de 1996     | [ 55 ] [ 56 ] [ 57 ] |
| 31     | Lonestar                                      | "Amazed"†                          | 5 de junho de 1999     | 4 de março de 2000      | [ 58 ] [ 59 ]        |
| 30     | John Legend                                   | "All of Me"†                       | 21 de setembro de 2013 | 17 de maio de 2014      | [ 60 ] [ 61 ] [ 62 ] |
| 27     | Creed                                         | "With Arms Wide Open"              | 13 de maio de 2000     | 11 de novembro de 2000  | [ 63 ] [ 64 ]        |
| 26     | Vertical Horizon                              | "Everything You Want"              | 22 de janeiro de 2000  | 15 de julho de 2000     | [ 65 ] [ 66 ]        |
| 25     | UB40                                          | "Red Red Wine"†                    | 28 de janeiro de 1984  | 15 de outubro de 1988   | [ 67 ] [ 68 ]        |
| 24     | Lewis Capaldi                                 | "Someone You Loved"                | 25 de maio de 2019     | 2 de novembro de 2019   | [ 69 ] [ 70 ]        |
| 23     | Patti Austin e James Ingram                   | "Baby, Come to Me"†                | 24 de abril de 1982    | 19 de fevereiro de 1983 | [ 71 ] [ 72 ]        |
| 23     | Sia com participação de Sean Paul             | "Cheap Thrills"                    | 5 de março de 2016     | 6 de agosto de 2016     | [ 73 ] [ 74 ]        |
| 23     | Camila Cabello com participação de Young Thug | "Havana"†                          | 26 de agosto de 2017   | 27 de janeiro de 2018   | [ 75 ] [ 76 ]        |

† – Semanas não consecutivas na Hot 100 antes de ser classificado em primeiro lugar.

### Maiores quedas do número um
| Movimento na tabela | Artista(s)                                           | Canção                                | Data                   | Ref.   |
| ------------------- | ---------------------------------------------------- | ------------------------------------- | ---------------------- | ------ |
| 1–38                | Taylor Swift                                         | "Willow"                              | 2 de janeiro de 2021   | [ 77 ] |
| 1–34                | 6ix9ine e Nicki Minaj                                | "Trollz"                              | 4 de julho de 2020     | [ 26 ] |
| 1–28                | BTS                                                  | "Life Goes On"                        | 12 de dezembro de 2020 | [ 78 ] |
| 1–25                | Travis Scott com participação de Young Thug e M.I.A. | "Franchise"                           | 17 de outubro de 2020  | [ 79 ] |
| 1–17                | The Weeknd                                           | "Heartless"                           | 21 de dezembro de 2019 | [ 80 ] |
| 1–15                | Billy Preston                                        | "Nothing from Nothing"                | 26 de outubro de 1974  | [ 81 ] |
| 1–15                | Dionne Warwicke e The Spinners                       | "Then Came You"                       | 2 de novembro de 1974  | [ 81 ] |
| 1–13                | Ariana Grande e Justin Bieber                        | "Stuck with U"                        | 30 de maio de 2020     | [ 82 ] |
| 1–12                | Simon & Garfunkel                                    | "The Sound of Silence"                | 29 de janeiro de 1966  | [ 81 ] |
| 1–12                | Barry White                                          | "Can't Get Enough of Your Love, Babe" | 28 de setembro de 1974 | [ 81 ] |
| 1–12                | Andy Kim                                             | "Rock Me Gently"                      | 5 de outubro de 1974   | [ 81 ] |
| 1–12                | Stevie Wonder                                        | "You Haven't Done Nothin'"            | 9 de novembro de 1974  | [ 81 ] |
| 1–12                | Bachman-Turner Overdrive                             | "You Ain't Seen Nothing Yet"          | 16 de novembro de 1974 | [ 81 ] |
| 1–12                | John Lennon e Plastic Ono Band                       | "Whatever Gets You thru the Night"    | 23 de novembro de 1974 | [ 81 ] |
| 1–12                | The Scotts, Travis Scott e Kid Cudi                  | "The Scotts"                          | 16 de maio de 2020     | [ 83 ] |

### Maiores movimentos descendentes em uma única semana
| Num. de posições | Movimento na tabela | Artista(s)                                                         | Canção                 | Data                    | Ref.   |
| ---------------- | ------------------- | ------------------------------------------------------------------ | ---------------------- | ----------------------- | ------ |
| 80               | 19–99               | ASAP Ferg com participação de Nicki Minaj e MadeinTYO              | "Move Ya Hips"         | 22 de agosto de 2020    | [ 84 ] |
| 79               | 17–96               | Javier Colon                                                       | "Stitch by Stitch"     | 23 de julho de 2011     | [ 85 ] |
| 78               | 21–99               | Jordan Smith                                                       | "Somebody to Love"     | 2 de janeiro de 2016    | [ 86 ] |
| 77               | 16–93               | 5 Seconds of Summer                                                | "Amnesia"              | 26 de julho de 2014     | [ 87 ] |
| 75               | 17–92               | Justin Bieber                                                      | "Die in Your Arms"     | 23 de junho de 2012     | [ 88 ] |
| 74               | 17–91               | Lil Wayne                                                          | "Can't Be Broken"      | 20 de outubro de 2018   | [ 89 ] |
| 73               | 23–96               | Colbie Caillat                                                     | "I Do"                 | 5 de março de 2011      | [ 90 ] |
| 73               | 23–96               | Kanye West                                                         | "On God"               | 16 de novembro de 2019  | [ 91 ] |
| 73               | 21–94               | Justin Bieber                                                      | "Never Let You Go"     | 27 de março de 2010     | [ 92 ] |
| 73               | 21–94               | Glee Cast                                                          | "Empire State of Mind" | 16 de outubro de 2010   | [ 93 ] |
| 73               | 19–92               | Kanye West                                                         | "Selah"                | 16 de novembro de 2019  | [ 91 ] |
| 73               | 16–89               | Jonas Brothers                                                     | "Pushin' Me Away"      | 9 de agosto de 2008     | [ 94 ] |
| 73               | 13–86               | Justin Timberlake e Matt Morris com participação de Charlie Sexton | "Hallelujah"           | 20 de fevereiro de 2010 | [ 95 ] |

Fonte:

### Maiores quedas para fora da Hot 100

#### Canções que não são de datas comemorativas
Abaixo estão as músicas não relacionadas ao Natal ou às festas de fim de ano. (Uma seção especial para as músicas natalinas está abaixo, já que algumas dessas músicas estabeleceram recordes mais altos para deixar a Hot 100 no início de 2019 e 2020.)
| Movimento na tabela | Artista(s)              | Canção                          | Data                   | Ref.          |
| ------------------- | ----------------------- | ------------------------------- | ---------------------- | ------------- |
| 4–fora              | Prince e The Revolution | "Purple Rain"††                 | 21 de maio de 2016     |               |
| 8–fora              | Prince                  | "When Doves Cry"††              | 21 de maio de 2016     |               |
| 9–fora              | Soko                    | "We Might Be Dead by Tomorrow"  | 5 de abril de 2014     | [ 97 ]        |
| 11–fora             | Jonas Brothers          | "A Little Bit Longer"           | 30 de agosto de 2008   | [ 97 ] [ 98 ] |
| 11–fora             | Taylor Swift            | "Mean"                          | 13 de novembro de 2010 | [ 99 ]        |
| 11–fora             | One Direction           | "Diana"                         | 14 de dezembro de 2013 | [ 100 ]       |
| 11–fora             | Taylor Swift            | "Love Story (Taylor's Version)" | 6 de março de 2021     | [ 101 ]       |
| 12–fora             | Taylor Swift            | "You Belong with Me"            | 29 de novembro de 2008 | [ 102 ]       |
| 12–fora             | Lady Gaga               | "Hair"                          | 11 de junho de 2011    | [ 103 ]       |
| 12–fora             | One Direction           | "Midnight Memories"             | 14 de dezembro de 2013 | [ 100 ]       |

†† – "Purple Rain" e "When Doves Cry" reapareceram na Hot 100 por duas semanas em 2016, e a lista acima reflete apenas suas reentradas. Quando as canções originalmente chegaram às paradas em 1984, suas posições nas paradas em sua semana final na Hot 100 estavam bem abaixo das dez primeiras.
Antes de 2008, a maior queda na Billboard Hot 100 foi "Nights in White Satin" do The Moody Blues, que ficou em 17.º lugar em sua semana final nas paradas em dezembro de 1972. Esta posição de queda elevada foi igualada em janeiro de 1975 por "Junior's Farm" de Paul McCartney & Wings. A descida recorde se manteve por mais de três décadas. Cada música acima caiu no Hot 100 após quatro semanas ou menos; "Nights in White Satin" e "Junior's Farm" caíram após 18 e 12 semanas, respectivamente.
Fonte:

#### Canções festivas
Durante novembro e dezembro, começando em algum momento da década de 2010, essas músicas têm aparecido regularmente na Hot 100, geralmente saindo das paradas quando a temporada festiva termina em janeiro. Mais recentemente, eles chegaram até as dez primeiras colocações e, em 2019, pela segunda vez na lista dos 100 melhores (a primeira desde 1958), chegaram ao primeiro lugar. Isso levou a recordes de todos os tempos para sair da Hot 100, incluindo o número um, já que as músicas somem, independentemente de suas posições finais nas paradas durante a temporada.
| Movimento na tabela | Artista(s)    | Canção                                     | Data                  | Ref.    |
| ------------------- | ------------- | ------------------------------------------ | --------------------- | ------- |
| 1–fora              | Mariah Carey  | "All I Want for Christmas Is You"          | 11 de janeiro de 2020 | [ 105 ] |
| 2–fora              | Brenda Lee    | "Rockin' Around the Christmas Tree"        | 11 de janeiro de 2020 | [ 105 ] |
| 3–fora              | Mariah Carey  | "All I Want for Christmas Is You"          | 12 de janeiro de 2019 | [ 106 ] |
| 3–fora              | Bobby Helms   | "Jingle Bell Rock"                         | 11 de janeiro de 2020 | [ 105 ] |
| 4–fora              | Burl Ives     | "A Holly Jolly Christmas"                  | 11 de janeiro de 2020 | [ 105 ] |
| 7–fora              | Andy Williams | "It's the Most Wonderful Time of the Year" | 11 de janeiro de 2020 | [ 105 ] |
| 8–fora              | Bobby Helms   | "Jingle Bell Rock"                         | 12 de janeiro de 2019 | [ 106 ] |
| 9–fora              | Brenda Lee    | "Rockin' Around the Christmas Tree"        | 12 de janeiro de 2019 | [ 106 ] |
| 9–fora              | Wham!         | "Last Christmas"                           | 9 de janeiro de 2021  | [ 107 ] |
| 9–fora              | Mariah Carey  | "All I Want for Christmas Is You"          | 16 de janeiro de 2021 | [ 108 ] |

### Músicas em primeiro lugar por artistas diferentes
- "Go Away Little Girl" – Steve Lawrence (1963) e Donny Osmond (1971)
- "The Loco-Motion" – Little Eva (1962) e Grand Funk (1974)
- "Please Mr. Postman" – The Marvelettes (1961) e The Carpenters (1975)
- "Venus" – Shocking Blue (1970) e Bananarama (1986)
- "Lean on Me" – Bill Withers (1972) e Club Nouveau (1987)
- "You Keep Me Hangin' On" – The Supremes (1966) e Kim Wilde (1987)
- "When a Man Loves a Woman" – Percy Sledge (1966) e Michael Bolton (1991)
- "I'll Be There" – The Jackson 5 (1970) e Mariah Carey (1992)
- "Lady Marmalade" – Labelle (1975) e Christina Aguilera / Lil' Kim / Mýa / Pink (2001)

Fonte:

### Numero um em idioma diferente do inglês
- "Nel blu dipinto di blu (Volare)" – Domenico Modugno (italiano – 18 de agosto de 1958 por cinco semanas não consecutivas)
- "Sukiyaki" – Kyū Sakamoto (japonês – 15 de junho de 1963 por três semanas)
- "Dominique" – The Singing Nun (francês – 7 de dezembro de 1963 por quatro semanas)
- "Rock Me Amadeus" – Falco (inglês/alemão – 29 de março de 1986 por três semanas)
- "La Bamba" – Los Lobos (espanhol – 29 de agosto de 1987 por três semanas)
- "Macarena (Bayside Boys Mix)" – Los del Río (inglês/espanhol – 3 de agosto de 1996 por catorze semanas)
- "Despacito" – Luis Fonsi e Daddy Yankee com participação de Justin Bieber (inglês/espanhol – 27 de maio de 2017 por dezesseis semanas)
- "Life Goes On" – BTS (coreano/inglês – 5 de dezembro de 2020 por uma semana)

### Instrumentais que atingiram o número um
- "The Happy Organ" – Dave "Baby" Cortez (11 de maio de 1959 por 1 semana)
- "Sleep Walk" – Santo & Johnny (21 de setembro de 1959 por duas semanas)
- "Theme from A Summer Place" – Percy Faith (22 de fevereiro de 1960 por nove semanas)
- "Wonderland by Night" – Bert Kaempfert (9 de janeiro de 1961 por três semanas)
- "Calcutta" – Lawrence Welk (13 de fevereiro de 1961 por duas semanas)
- "Stranger on the Shore" – Mr. Acker Bilk (26 de maio de 1962 por 1 semana)
- "The Stripper" – David Rose (7 de julho de 1962 por 1 semana)
- "Telstar" – The Tornados (22 de dezembro de 1962 por três semanas)
- "Love Is Blue" – Paul Mauriat (10 de fevereiro de 1968 por cinco semanas)
- "Grazing in the Grass" – Hugh Masekela (20 de julho de 1968 por duas semanas)
- "Love Theme from Romeo and Juliet" – Henry Mancini (28 de junho de 1969 por duas semanas)
- "Frankenstein" – The Edgar Winter Group (26 de maio de 1973 por 1 semana)
- "Love's Theme" – Love Unlimited Orchestra (9 de fevereiro de 1974 por 1 semana)
- "TSOP (The Sound of Philadelphia)" † – MFSB e The Three Degrees (20 de abril de 1974 por duas semanas)
- "Pick Up the Pieces" † – Average White Band (22 de fevereiro de 1975 por 1 semana)
- "The Hustle" † – Van McCoy and the Soul City Symphony (26 de julho de 1975 por 1 semana)
- "Fly, Robin, Fly" † – Silver Convention (29 de novembro de 1975 por três semanas)
- "Theme from S.W.A.T." – Rhythm Heritage (28 de fevereiro de 1976 por 1 semana)
- "A Fifth of Beethoven" – Walter Murphy and the Big Apple Band (9 de outubro de 1976 por 1 semana)
- "Gonna Fly Now" † – Bill Conti (2 de julho de 1977 por 1 semana)
- "Star Wars Theme/Cantina Band" – Meco (1.º de outubro de 1977 por duas semanas)
- "Rise" – Herb Alpert (20 de outubro de 1979 por duas semanas)
- "Chariots of Fire" – Vangelis (May 8, 1982 por 1 semana)
- "Miami Vice Theme" – Jan Hammer (9 de novembro de 1985 por 1 semana)
- "Harlem Shake" † – Baauer (2 de março de 2013 por cinco semanas)

† – Indica as canções que contêm algumas partes com vocal, mas são consideradas uma peça instrumental.

## Recordes de artistas

### Maissinglesno número um
| Número de singles | Artista         | Maior número um†                             |
| ----------------- | --------------- | -------------------------------------------- |
| 20                | The Beatles     | "Hey Jude"                                   |
| 19                | Mariah Carey    | "We Belong Together"                         |
| 18                | Elvis Presley ‡ | "Don't Be Cruel" / "Hound Dog"               |
| 14                | Rihanna         | "We Found Love"                              |
| 13                | Michael Jackson | "Say Say Say" (dueto com Paul McCartney)     |
| 12                | The Supremes    | "Love Child"                                 |
| 12                | Madonna         | "Like a Virgin"                              |
| 11                | Whitney Houston | "I Will Always Love You"                     |
| 10                | Stevie Wonder   | "Ebony and Ivory" (dueto com Paul McCartney) |
| 10                | Janet Jackson   | "Miss You Much"                              |
| 10                | Taylor Swift    | "Anti-Hero"                                  |

† O maior número um listado por cada artista reflete seu desempenho geral na Hot 100, calculado pela Billboard, e pode não ser necessariamente o single que passou mais semanas no primeiro lugar para o artista, como "Like a Virgin" de Madonna (seis semanas no primeiro lugar, em comparação com sete para "Take a Bow"), "We Belong Together" de Mariah Carey (quatorze semanas no primeiro lugar, em comparação com dezesseis para seu dueto com Boyz II Men, "One Sweet Day") e o dueto de Michael Jackson com Paul McCartney, "Say Say Say" (seis semanas no primeiro lugar, comparado a sete para seus singles solo "Billie Jean" e "Black or White").
‡ Tabelas Pré-Hot 100 e Hot 100.
- Billboard agora credita o single n.º 1 de Presley "Don't Be Cruel"/"Hound Dog" como um single único nas paradas, e credita a Presley 17 singles número um.[116] "Don't Be Cruel"/"Hound Dog" ficou 11 semanas no primeiro lugar, "Hound Dog" por 6 semanas, "Don't Be Cruel" por 5 semanas. Muitos estatísticos de gráficos no entanto, como Joel Whitburn, ainda listam Presley como tendo 18 números um.

Fonte:

### Mais semanas cumulativas no número um
| Semanas no número um | Artista                     | Ref.    |
| -------------------- | --------------------------- | ------- |
| 91                   | Mariah Carey                | [ 120 ] |
| 79                   | Elvis Presley †             | [ 116 ] |
| 60                   | Rihanna                     | [ 120 ] |
| 59                   | The Beatles                 | [ 120 ] |
| 54                   | Drake                       | [ 121 ] |
| 50                   | Boyz II Men                 | [ 120 ] |
| 47                   | Usher                       | [ 122 ] |
| 44                   | Beyoncé                     | [ 122 ] |
| 37                   | Michael Jackson             | [ 122 ] |
| 34                   | Elton John Adele Bruno Mars | [ 122 ] |

† Tabelas Pré-Hot 100 e Hot 100. Presley às vezes é creditado com uma "80.ª semana" que ocorreu quando "All Shook Up" passou a nona semana no topo da parada "Most Played in Jukeboxes". Embora o estatístico de gráficos da Billboard Joel Whitburn ainda conte esta 80.ª semana com base em pesquisas preexistentes, a própria revista Billboard revisou sua metodologia e credita oficialmente a Presley 79 semanas. Muitos dos fatores totais de Presley são dados pré-Hot 100. Se contando a partir do início do Hot 100 em agosto de 1958, Presley totalizou 22 semanas no primeiro lugar.
- Nota: Para a cantora Fergie, se Black Eyed Peas estiver incluído, isso colocaria Fergie na lista com 34 semanas em primeiro lugar.
- Nota: Para o cantor Michael Jackson, se The Jackson 5, que também seria conhecido mais tarde como The Jacksons estiver incluído, isso daria a Michael Jackson 47 semanas cumulativas no primeiro lugar.
- Nota: Para a cantora Beyoncé, se Destiny's Child estiver incluído, isso daria a Beyoncé 60 semanas cumulativas no primeiro lugar.
- Nota: Para a cantora Diana Ross, se The Supremes estivesse incluído, isso daria a Diana Ross 42 semanas cumulativas no primeiro lugar.
- Nota: Para cada um dos Beatles:
  - Se o total de semanas de John Lennon incluísse os Beatles, isso daria a John Lennon 65 semanas cumulativas no primeiro lugar.
  - Se o total de semanas de Paul McCartney incluísse os Beatles, assim como os Wings, isso daria a Paul McCartney 89 semanas acumuladas no primeiro lugar.
  - Se o total de semanas de George Harrison incluísse os Beatles, isso daria a George Harrison 65 semanas acumuladas no primeiro lugar.
  - Se o total de semanas de Ringo Starr incluísse os Beatles, isso daria a Ringo Starr 61 semanas acumuladas no primeiro lugar.
- Nota: Para o rapper Drake se a faixa "Sicko Mode" fosse incluída, isso colocaria Drake na lista com 52 semanas no primeiro lugar.

### Maissinglesnúmero um consecutivos
| Número de singles | Artista         | Primeira entrada e data                                                      | Última entrada e data                                 | Canção que quebrou a sequência                                             |
| ----------------- | --------------- | ---------------------------------------------------------------------------- | ----------------------------------------------------- | -------------------------------------------------------------------------- |
| 7                 | Whitney Houston | "Saving All My Love for You" (26 de outubro de 1985)                         | "Where Do Broken Hearts Go" (23 de abril de 1988)     | "Love Will Save the Day" (Num. 9 – 27 de agosto de 1988)                   |
| 6                 | The Beatles     | "I Feel Fine" (26 de dezembro de 1964)                                       | "We Can Work It Out" (8 de janeiro de 1966)           | "Nowhere Man" (Num. 3 – 26 de março de 1966)                               |
| 6                 | Bee Gees        | "How Deep Is Your Love" (24 de dezembro de 1977)                             | "Love You Inside Out" (9 de junho de 1979)            | "He's A Liar" (Num. 30 – 24 de outubro de 1981)                            |
| 5                 | Elvis Presley   | "A Big Hunk o' Love" (10 de agosto de 1959)                                  | "Surrender" (20 de março de 1961)                     | "I Feel So Bad" (Num. 5 – May 1961)                                        |
| 5                 | The Supremes    | "Where Did Our Love Go" (22 de agosto de 1964)                               | "Back in My Arms Again" (12 de junho de 1965)         | "Nothing but Heartaches" (Num. 11 – 4 de setembro de 1965)                 |
| 5                 | Michael Jackson | "I Just Can't Stop Loving You" (com Siedah Garrett) (19 de setembro de 1987) | "Dirty Diana" (2 de julho de 1988)                    | "Another Part of Me" (Num. 11 – 10 de setembro de 1988)                    |
| 5                 | Mariah Carey    | "Vision of Love" (4 de agosto de 1990)                                       | "Emotions" (12 de outubro de 1991)                    | "Can't Let Go" (Num. 2 – 25 de janeiro de 1992)                            |
| 5                 | Mariah Carey    | "Fantasy" (30 de setembro de 1995)                                           | "My All" (23 de maio de 1998)                         | "When You Believe" (com Whitney Houston) (Num. 15 – 30 de janeiro de 1999) |
| 5                 | Katy Perry      | "California Gurls" (com participação de Snoop Dogg) (19 de junho de 2010)    | "Last Friday Night (T.G.I.F.)" (17 de agosto de 2011) | "The One That Got Away" (Num. 3 – 7 de janeiro de 2012)                    |

- "Thinking About You" de Houston não é contada como uma interrupção da sequência, já que nunca apareceu na Hot 100, devido a não ter sido lançado nas rádios Pop. Da mesma forma, "Not Like the Movies" e "Circle the Drain" de Perry foram apenas singles promocionais, não singles de rádio.
- Com a sequência que vai de seu single de estreia "Vision of Love" até "Emotions", Mariah Carey se tornou a primeira artista na história da Hot 100 a ter seus primeiros 5 singles solo alcançando o primeiro lugar nas paradas.

Fontes:

### Mais semanas consecutivas liderando simultaneamente a Hot 100 e aBillboard200
| Número de semanas | Artista         | Ano(s) nas tabelas | Singles                                                          | Álbuns                                       |
| ----------------- | --------------- | ------------------ | ---------------------------------------------------------------- | -------------------------------------------- |
| 12                | The Beatles     | 1964               | "I Want to Hold Your Hand", "She Loves You", "Can't Buy Me Love" | Meet the Beatles!, The Beatles' Second Album |
| 12                | Whitney Houston | 1992–93            | "I Will Always Love You"                                         | The Bodyguard: Original Soundtrack Album     |
| 7                 | Michael Jackson | 1983               | "Billie Jean"                                                    | Thriller                                     |
| 7                 | Drake           | 2016               | "One Dance" (featuring Wizkid and Kyla)                          | Views                                        |
| 7                 | The Monkees     | 1966–67            | "I'm a Believer"                                                 | The Monkees, More of the Monkees             |

Fontes:

### Mais anos consecutivos aparecendo com umsinglenúmero um
| Número de anos | Artista         | Primeira entrada com número um e semana               | Última entrada com número um e semana final          | Música de maior pico durante o ano de quebra da sequência        |
| -------------- | --------------- | ----------------------------------------------------- | ---------------------------------------------------- | ---------------------------------------------------------------- |
| 11             | Mariah Carey    | "Vision of Love" (4 de agosto de 1990)                | "Thank God I Found You" (19 de fevereiro de 2000)    | "Loverboy" (Num. 2 – 4 de agosto de 2001)                        |
| 7              | Elvis Presley † | "Heartbreak Hotel" (17 de março de 1956)              | "Good Luck Charm" (28 de abril de 1962)              | "(You're The) Devil In Disguise" (Num. 3 – 10 de agosto de 1963) |
| 7              | The Beatles     | "I Want to Hold Your Hand" (1.º de fevereiro de 1964) | "The Long and Winding Road" (20 de junho de 1970)    | N/A (não apareceu na tabela em 1971)                             |
| 6              | The Supremes    | "Where Did Our Love Go" (22 de agosto de 1964)        | "Someday We'll Be Together" (27 de dezembro de 1969) | "Stoned Love" (Num. 7 – 19 de dezembro de 1970)                  |
| 6              | Lionel Richie   | "Endless Love" (15 de agosto de 1981)                 | "Say You, Say Me" (11 de janeiro de 1986)            | "Ballerina Girl" (Num. 7 – 21 de fevereiro de 1987)              |

† Tabelas Pré-Hot 100 e Hot 100.
Fontes:

### Maissinglesnúmero um em um ano civil
| Número de singles | Artista         | Ano de entrada | Singles                                                     |
| ----------------- | --------------- | -------------- | ----------------------------------------------------------- |
| 6                 | The Beatles     | 1964           | "I Want to Hold Your Hand"                                  |
| 6                 | The Beatles     | 1964           | "She Loves You"                                             |
| 6                 | The Beatles     | 1964           | "Can't Buy Me Love"                                         |
| 6                 | The Beatles     | 1964           | "Love Me Do"                                                |
| 6                 | The Beatles     | 1964           | "A Hard Day's Night"                                        |
| 6                 | The Beatles     | 1964           | "I Feel Fine"                                               |
| 5                 | The Beatles     | 1965           | "I Feel Fine"                                               |
| 5                 | The Beatles     | 1965           | "Eight Days a Week"                                         |
| 5                 | The Beatles     | 1965           | "Ticket to Ride"                                            |
| 5                 | The Beatles     | 1965           | "Help!"                                                     |
| 5                 | The Beatles     | 1965           | "Yesterday"                                                 |
| 4                 | Elvis Presley † | 1956           | "Heartbreak Hotel"                                          |
| 4                 | Elvis Presley † | 1956           | "I Want You, I Need You, I Love You"                        |
| 4                 | Elvis Presley † | 1956           | "Hound Dog" / "Don't Be Cruel"                              |
| 4                 | Elvis Presley † | 1956           | "Love Me Tender"                                            |
| 4                 | Elvis Presley † | 1957           | "Too Much"                                                  |
| 4                 | Elvis Presley † | 1957           | "All Shook Up"                                              |
| 4                 | Elvis Presley † | 1957           | "(Let Me Be Your) Teddy Bear"                               |
| 4                 | Elvis Presley † | 1957           | "Jailhouse Rock"                                            |
| 4                 | The Supremes    | 1965           | "Come See About Me"                                         |
| 4                 | The Supremes    | 1965           | "Stop! In the Name of Love"                                 |
| 4                 | The Supremes    | 1965           | "Back in My Arms Again"                                     |
| 4                 | The Supremes    | 1965           | "I Hear a Symphony"                                         |
| 4                 | Jackson 5       | 1970           | "I Want You Back"                                           |
| 4                 | Jackson 5       | 1970           | "ABC"                                                       |
| 4                 | Jackson 5       | 1970           | "The Love You Save"                                         |
| 4                 | Jackson 5       | 1970           | "I'll Be There"                                             |
| 4                 | George Michael  | 1988           | "Faith"                                                     |
| 4                 | George Michael  | 1988           | "Father Figure"                                             |
| 4                 | George Michael  | 1988           | "One More Try"                                              |
| 4                 | George Michael  | 1988           | "Monkey"                                                    |
| 4                 | Usher           | 2004           | "Yeah!" (com participação de Lil Jon e Ludacris)            |
| 4                 | Usher           | 2004           | "Burn"                                                      |
| 4                 | Usher           | 2004           | "Confessions Part II"                                       |
| 4                 | Usher           | 2004           | "My Boo" (dueto com Alicia Keys)                            |
| 4                 | Rihanna         | 2010           | "Rude Boy"                                                  |
| 4                 | Rihanna         | 2010           | "Love the Way You Lie" (Eminem com participação de Rihanna) |
| 4                 | Rihanna         | 2010           | "What's My Name?" (com participação de Drake)               |
| 4                 | Rihanna         | 2010           | "Only Girl (In the World)"                                  |

† Tabelas Pré-Hot 100.

Notas da tabela: Se contarmos separadamente o duplo sucesso de Presley "Don't Be Cruel/Hound Dog", o cantor teria 5 canções para 1956. Algumas músicas de Presley incluídas aqui alcançaram o primeiro lugar no Cashbox, mas não na Billboard Top 100, o precursor da Billboard Hot 100.
Fontes:

### Maissinglesentre os 10 primeiros
| Número de singles | Artista         | Ref.    |
| ----------------- | --------------- | ------- |
| 45                | Drake           | [ 121 ] |
| 38                | Madonna         | [ 120 ] |
| 34                | The Beatles     | [ 120 ] |
| 31                | Rihanna         | [ 120 ] |
| 30                | Michael Jackson | [ 120 ] |
| 29                | Taylor Swift    | [ 137 ] |
| 28                | Stevie Wonder   | [ 138 ] |
| 28                | Mariah Carey    | [ 138 ] |
| 27                | Elton John      | [ 138 ] |
| 27                | Janet Jackson   | [ 138 ] |

### Mais semanas cumulativas entre os 10 primeiros
| Número de semanas | Artista       | Ref.    |
| ----------------- | ------------- | ------- |
| 366               | Drake         | [ 139 ] |
| 362               | Rihanna       | [ 139 ] |
| 325               | Justin Bieber | [ 139 ] |
| 300               | Mariah Carey  | [ 139 ] |
| 273               | Usher         | [ 139 ] |
| 262               | Bruno Mars    | [ 139 ] |
| 225               | Madonna       | [ 139 ] |
| 219               | Janet Jackson | [ 139 ] |
| 212               | The Beatles   | [ 139 ] |

Rihanna é a mais jovem (23) solista a ganhar pelo menos 200 semanas entre as 10 melhores colocadas. Justin Bieber é o mais jovem solista do sexo masculino (25) a obter o mesmo desempenho.

### Mais semanas consecutivas entre os 10 primeiros
| Número de semanas | Artista          | Anos aparecendo | Singles                                                     |
| ----------------- | ---------------- | --------------- | ----------------------------------------------------------- |
| 69                | Katy Perry       | 2010–11         | "California Gurls" (com participação de Snoop Dogg)         |
| 69                | Katy Perry       | 2010–11         | "Teenage Dream"                                             |
| 69                | Katy Perry       | 2010–11         | "Firework"                                                  |
| 69                | Katy Perry       | 2010–11         | "E.T." (com participação de Kanye West)                     |
| 69                | Katy Perry       | 2010–11         | "Last Friday Night (T.G.I.F.)"                              |
| 61                | The Chainsmokers | 2016–17         | "Don't Let Me Down" (com participação de Daya)              |
| 61                | The Chainsmokers | 2016–17         | "Closer" (com participação de Halsey)                       |
| 61                | The Chainsmokers | 2016–17         | "Paris"                                                     |
| 61                | The Chainsmokers | 2016–17         | "Something Just Like This" (com Coldplay)                   |
| 51                | Drake            | 2015–16         | "Hotline Bling"                                             |
| 51                | Drake            | 2015–16         | "Work" (Rihanna com participação de Drake)                  |
| 51                | Drake            | 2015–16         | "Summer Sixteen"                                            |
| 51                | Drake            | 2015–16         | "One Dance" (com participação de Wizkid e Kyla)             |
| 48                | Ace of Base      | 1993–94         | "All That She Wants"                                        |
| 48                | Ace of Base      | 1993–94         | "The Sign"                                                  |
| 48                | Ace of Base      | 1993–94         | "Don't Turn Around"                                         |
| 46                | Rihanna          | 2010–11         | "Love the Way You Lie" (Eminem com participação de Rihanna) |
| 46                | Rihanna          | 2010–11         | "Only Girl (In the World)"                                  |
| 46                | Rihanna          | 2010–11         | "What's My Name?" (com participação de Drake)               |
| 46                | Rihanna          | 2010–11         | "S&M"                                                       |

Fontes:

### Mais estreias no número um
| Número | Artista       | Canções                                                                                           |
| ------ | ------------- | ------------------------------------------------------------------------------------------------- |
| 5      | Ariana Grande | "Thank U, Next"                                                                                   |
| 5      | Ariana Grande | "7 Rings"                                                                                         |
| 5      | Ariana Grande | "Stuck with U" (com Justin Bieber)                                                                |
| 5      | Ariana Grande | "Rain On Me" (com Lady Gaga)                                                                      |
| 5      | Ariana Grande | "Positions"                                                                                       |
| 4      | Drake         | "God's Plan"                                                                                      |
| 4      | Drake         | "Nice for What"                                                                                   |
| 4      | Drake         | "Toosie Slide"                                                                                    |
| 4      | Drake         | "What's Next"                                                                                     |
| 4      | Justin Bieber | "What Do You Mean?"                                                                               |
| 4      | Justin Bieber | "I'm the One" (DJ Khaled com participação de Justin Bieber, Quavo, Chance the Rapper e Lil Wayne) |
| 4      | Justin Bieber | "Stuck with U" (com Ariana Grande)                                                                |
| 4      | Justin Bieber | "Peaches" (com participação de Daniel Caesar e Giveon)                                            |
| 3      | Mariah Carey  | "Fantasy"                                                                                         |
| 3      | Mariah Carey  | "One Sweet Day" (com Boyz II Men)                                                                 |
| 3      | Mariah Carey  | "Honey"                                                                                           |
| 3      | Travis Scott  | "Highest in the Room"                                                                             |
| 3      | Travis Scott  | "The Scotts" (com Kid Cudi como The Scotts)                                                       |
| 3      | Travis Scott  | "Franchise" (com participação de Young Thug e M.I.A.)                                             |
| 3      | Taylor Swift  | "Shake It Off"                                                                                    |
| 3      | Taylor Swift  | "Cardigan"                                                                                        |
| 3      | Taylor Swift  | "Willow"                                                                                          |

Fontes:

### Mais estreias entre os 10 primeiros
| Número | Artista       | Ref.    |
| ------ | ------------- | ------- |
| 30     | Drake         | [ 79 ]  |
| 19     | Taylor Swift  | [ 146 ] |
| 16     | Justin Bieber | [ 147 ] |
| 14     | Ariana Grande | [ 147 ] |
| 13     | Eminem        | [ 148 ] |
| 11     | Lil Wayne     | [ 148 ] |
| 9      | Travis Scott  |         |
| 8      | Kanye West    | [ 149 ] |
| 8      | Lady Gaga     | [ 150 ] |
| 7      | Post Malone   | [ 151 ] |

### Maissinglesentre os 40 primeiros
| Número | Artista        | Ref.    |
| ------ | -------------- | ------- |
| 120    | Drake          | [ 120 ] |
| 83     | Lil Wayne      | [ 152 ] |
| 81     | Elvis Presley† | [ 152 ] |
| 80     | Taylor Swift   | [ 153 ] |
| 60     | Nicki Minaj    | [ 152 ] |
| 57     | Elton John     | [ 152 ] |
| 56     | Kanye West     | [ 152 ] |
| 52     | Eminem         | [ 152 ] |
| 51     | Glee Cast      | [ 152 ] |
| 51     | Rihanna        | [ 152 ] |

### Mais entradas na Hot 100
| Entradas | Artista         | Ref.    |
| -------- | --------------- | ------- |
| 232      | Drake           | [ 154 ] |
| 207      | Glee Cast       | [ 155 ] |
| 170      | Lil Wayne       | [ 156 ] |
| 136      | Taylor Swift    | [ 157 ] |
| 122      | Future          | [ 158 ] |
| 114      | Nicki Minaj     | [ 83 ]  |
| 109      | Elvis Presley † | [ 159 ] |
| 109      | Kanye West      | [ 160 ] |
| 103      | Chris Brown     | [ 161 ] |
| 101      | Jay-Z           | [ 162 ] |

† A carreira de Elvis Presley antecedeu o início do Hot 100 em dois anos. Ele alcançou 150 singles na Billboard se rastreada toda a sua carreira.